# Moorfund von Vimose
Vimose ist einer der ergiebigsten Waffenopferplätze aus der frühen Eisenzeit. Es handelt sich um ein Moor ungefähr 10 km nordwestlich von Odense auf der dänischen Insel Fünen. Das Moor, ursprünglich ein Gletschersee, liegt innerhalb eines 600 m langen Talsystems, das von Moränenhügeln umgeben ist. Die Funde stammen im Wesentlichen aus dem südlichen Teil des Moores.
Der Name Vimose wird heute vom Wort vid ‚Weide‘ abgeleitet und nicht, wie im 19. Jahrhundert, von vi ‚Heiligtum‘. Der zweite Namensteil mose bedeutet ‚Moor‘.

## Die Funde
In den Jahren zwischen 1848 und 1858 wurden beim Torfstechen immer wieder Waffen und Teile einer Heeresausrüstung gefunden, die in das Dänische Nationalmuseum nach Kopenhagen gebracht wurden. 1865 wurden bei systematischen Ausgrabungen durch den dänischen Archäologen Helvig Conrad Engelhardt (1825–1881) auf einem Gebiet von 600 m² 2200 Objekte gefunden. Aber auch später wurden noch zahlreiche Gegenstände geborgen. Die meisten der insgesamt rund 5000 Gegenstände befinden sich teils im Nationalmuseum von Kopenhagen, teils im Stadtmuseum (Historisches Museum) von Odense. Sie bilden nur einen Teil der ursprünglich versenkten Gegenstände.
Die Gegenstände waren ursprünglich vor der Niederlegung zerstört und dann in einem See deponiert worden. Sie wurden beim Verlanden des Sees allmählich von einer Gyttjaschicht bedeckt. Das führte zu unterschiedlichen Erhaltungsbedingungen zwischen dem basischen Kalkgyttja und dem sauren Torf. Einige Gegenstände weisen Spuren von Verbrennung auf.
Die Gegenstände sind in mehreren zeitlich getrennten Phasen deponiert worden und überdecken einen großen Zeitrahmen. Es sind Keramiken aus der vorrömischen Eisenzeit und Holzschnitzereien mit Ornamenten im Tierstil aus der germanischen Eisenzeit anzutreffen. Man unterscheidet drei große Waffenniederlegungen (Vimose 1–3) und zwei kleinere Opferstellen.
- Die ältesten Funde (Vimose 1) sind Schildbuckel und Lanzenspitzen aus der Periode B2.
- Aus etwas späterer Zeit stammt Vimose 2, wobei nicht feststeht, ob es sich um eine einzige oder um mehrere Niederlegungen handelt. Darunter befinden sich Stangen-Schildbuckel, Schildfesselbeschläge, Lanzen- und Speerspitzen.
- Die Fundstelle Vimose 3 ist jüngeren Datums und wird der Periode C1b zugerechnet.
- Ein Schildbrett aus Eichenholz konnte dendrochronologisch auf das Jahr 205 datiert werden.

Es wurden insgesamt 180 Schildbuckel, 100 eiserne, acht bronzene und drei beinerne Schildfesseln geborgen. Dazu kommen 70 Griffe aus Holz, Schildrandbeschläge aus Bronze und Zierbeschläge. Außerdem fanden sich in den älteren Deponierungen viele einschneidige, in den Deponierungen der Römischen Kaiserzeit auch zweischneidige Schwerter und 20 Schaftlochäxte. Unter den vielen Beschlägen waren sowohl germanische als auch römische Erzeugnisse, die für Importware gehalten werden. Des Weiteren wurden fünf Langbögen aus Nadelholz, einige Bogenstücke und 20 Pfeilschäfte meist aus Kiefern-, manche aus Eschenholz gefunden. Auch wurden ein kompletter Ringpanzer und einige Ringpanzerstücke geborgen, die aber nicht zeitlich zugeordnet werden konnten. Neben Waffen gab es auch Werkzeuge; Ambosse, Bohrer, Hämmer, Hobel, Feilen, Zangen und Messer, auch für chirurgische Zwecke, Pferdegeschirre, Schlagfeuerzeuge und 70 Kämme.
Die beiden Opferstellen enthielten Knochen von Menschen und Tieren (Pferd, Schwein, Rind, Schaf, Ziege). Sie sind zeitlich nicht einzuordnen. Man vermutet, dass die Opferungen in der vorrömischen Eisenzeit stattgefunden haben.

## Die Herkunft
Bei den meisten Waffen lässt sich wegen der weiten Verbreitung der Typen ihre Herkunft nicht näher bestimmen. Das gilt insbesondere für die Funde von Vimose 1. Bei Vimose 2 konnten viele Gegenstände, insbesondere Gürtelbestandteile, einem fünisch-jütländischen Kontext zugewiesen werden. Die Kämme konnten Südjütland und Norddeutschland, einige Südschweden zugeordnet werden. Die gefundenen Schlagfeuerzeuge in Vimose 3 ermöglichen eine genauere räumliche Zuordnung. Sie weisen auf Skandinavien hin. Vimose 3 zeigt auch eine deutliche hierarchische Gliederung der ehemaligen Besitzer der Fundstücke. Besonders die Pferdegeschirre spiegeln deutliche Rangunterschiede wider.

## Runeninschriften
Die Gegenstände mit Runenritzungen wurden überwiegend bei den Ausgrabungen in der Mitte des 19. Jahrhunderts entdeckt. Insgesamt sind sieben Gegenstände erhalten, die Runen oder ähnliche Zeichen tragen. Bis auf einen Kamm mit Runeninschrift scheinen die Gegenstände aus Norwegen und Westschweden zu stammen und zum spätesten Deponat Vimose 3 zu gehören.

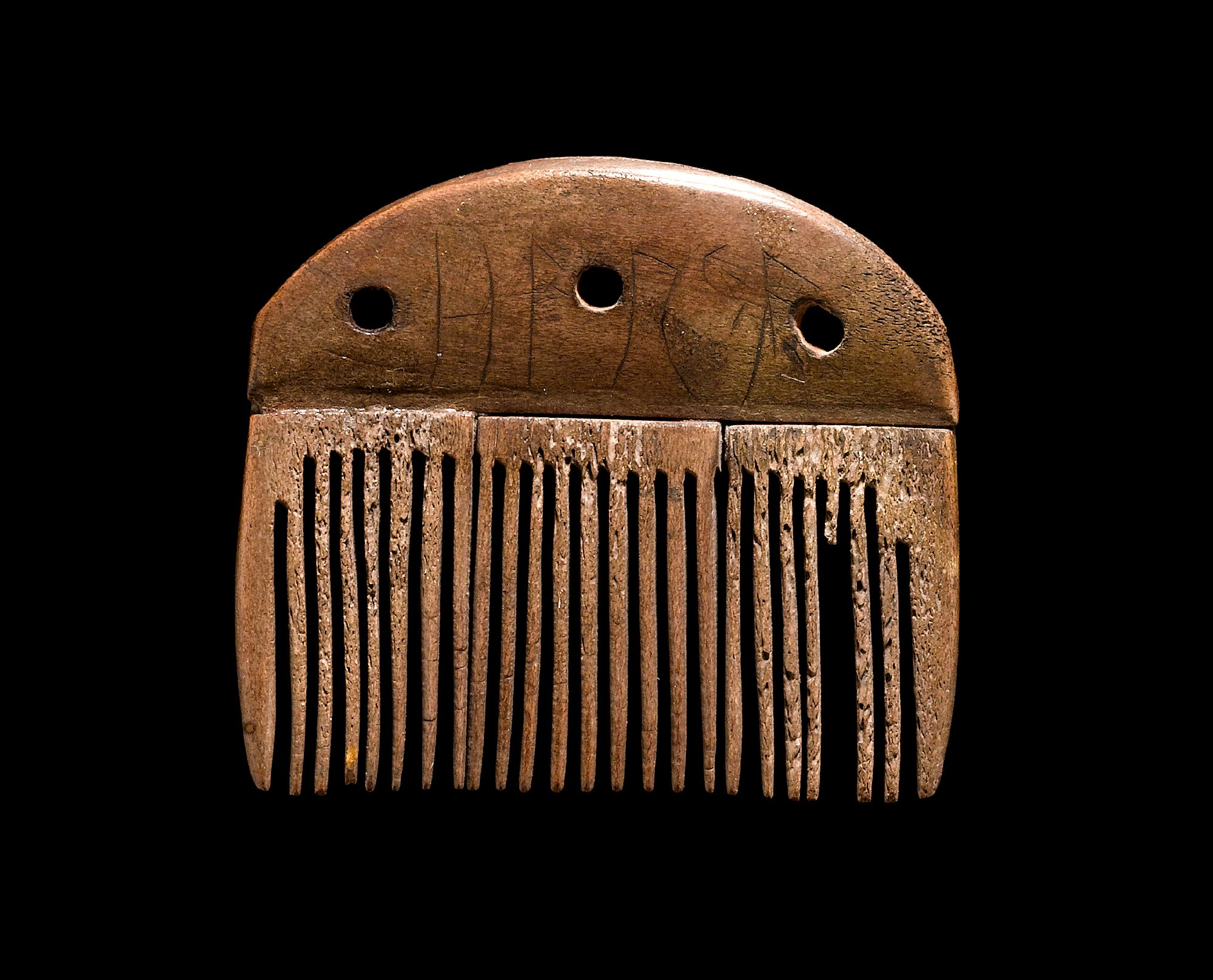
Der Kamm von Vimose im Dänischen Nationalmuseum

### Kamm
Der Kamm gehört allerdings der früheren Periode Vimose 2 an und wird auf ca. 150–160 datiert. Es ist ein 5,6 × 4,9 cm großer Zweilagenkamm aus Geweih. Da es sich um ein mobiles Objekt handelt, ist über die Herkunft der Runenritzung keine Sicherheit zu gewinnen. Jedoch sind vergleichbare Zweilagenkämme auf Fünen, Jütland und Norddeutschland beschränkt. Die Runenritzung ist ca. 1,3 cm hoch und 2,9 cm lang und nimmt Rücksicht auf die dreifache Durchlochung.
Die rechtsläufige Inschrift ist sicher als harja zu lesen. Diese Folge kann zweifach interpretiert werden: 1. als Ableitung mit dem Individualisierungen bildenden Suffix urgerm. *-n- von urgerm. *χari̯a- „Heer“ in der Bedeutung „Krieger“ (wohl ein Beiname); 2. als Kurzform mit Suffix urgerm. *-n- zu einem zweigliedrigen Personennamen mit dem Element urgerm. *χari̯a- „Heer“ im Erstglied, somit als Harja.

### Ortblech I
Ein anderer Runengegenstand ist ein scheibenförmiges Ortblech aus Bronze mit Runen auf beiden Seiten. Die eine Seite enthält zwei Zeilen, die gegenläufig geschrieben sind. Die andere hat nur eine Zeile, die von links nach rechts geschrieben ist. Über die richtige Lesung der Runen und die Bedeutung des Textes gibt es keine Einigkeit. Zwei Beispiele der Deutung sind „Bewahre das dem Hochgerühmten gehörende Schwert“ (als Anrede an die Schwertscheide) und „Schwert, umherfahrender Seemann“. Einigkeit besteht nur über das Wort „Schwert“.

### Bronzeschnalle
Die Bronzeschnalle gehörte ursprünglich zum Wehrgehänge eines Kriegers. Die Runen sind in zwei Reihen mit den Füßen gegeneinander auf der Rückseite der Schnalle angebracht. Man weiß nicht, in welcher Reihenfolge die Zeilen zu lesen sind. Lesung und Deutung sind auch hier strittig. Eine davon lautet aadagas(u) | laasauwija oder aadagast | laasauwija. Manche sehen im ersten Teil den Namen „Andagast“, andere lesen a[n]sula = „Schnalle“ und im zweiten Teil das Wort „weihen“. Insgesamt ist aber die Inschrift völlig rätselhaft.

### Hobel
Der Hobel besteht aus Eschenholz und liegt in Bruchstücken vor. Auf ihm sind Runen in drei Gruppen eingeritzt. Einige Runen sind durch die Konservierung verwischt. Als Text wird gegenwärtig “talijo | gisaioj: wiliR??lao??? … / t??is: hleuno: an?: regu” geboten. Meist wird talijo mit „Hobel“ übersetzt. Ansonsten ist auch diese Inschrift noch nicht enträtselt.

### Lanzenspitze
Auf dem Blatt einer Lanzenspitze wurde 1984 die sehr undeutliche Inschrift wagnijo in großen Runen erkannt. Diese Inschrift ist auch auf zwei anderen Lanzenspitzen aus einem Fund in Illerup Ådal zu sehen. Man vermutet, dass es sich um einen Herstellernamen handelt. An beiden Stellen scheinen die gleichen Truppen gekämpft zu haben. Sie sollen aus Norwegen oder West-Schweden gekommen sein.

### Scheidenbeschlag
Bei diesem Fund ist es unklar, ob die Ritzungen Runen darstellen, oder ob es sich um runenähnliche Verzierungen handelt. Es gibt den Versuch, einen linksläufigen Text zu rekonstruieren: awŋs. Aber dieser Versuch hat sich nicht durchgesetzt, sondern ist auf Ablehnung gestoßen.

### Ortblech II
Auf einem weiteren Ortblech wurden 1979 Ritzungen entdeckt, die als runenähnlich, höchstens als ttnþþ ohne sprachlichen Sinn angesehen werden.